# لويس ماتشادو (لاعب كرة قدم)
لويس ماتشادو (4 نوفمبر 1992 في البرتغال - ) هو لاعب كرة قدم برتغالي في مركز جناح ‏. لعب مع نادي فييرينسي.

## وصلات خارجية
- لويس ماتشادو على موقع قاعدة بيانات كرة القدم.إي يو (الإنجليزية)
- لويس ماتشادو على موقع Soccerway.com (الإنجليزية)
- لويس ماتشادو على موقع AS.com (الإسبانية)